# The Grace
Le The Grace (in coreano 천상지희 더 그레이스) sono un girl group sudcoreano fondato nel 2005 dalla S.M. Entertainment.

## Storia
Il gruppo è composto da quattro cantanti, due delle quali (Dana e Sunday), dal 2011, sono anche attive col nome The Grace - Dana & Sunday. Lina ha fatto parte delle Isak N Jiyeon dal 2002 al 2004. Il gruppo ha esordito in Cina nell'aprile 2005. Nel 2006 ha pubblicato i primi singoli anche in Corea del Sud e Giappone. Nel marzo 2007 è uscito il primo album in studio.
Nel luglio 2011 Dana e Sunday hanno dato vita al progetto parallelo col singolo One More Chance.

## Formazione
- Lina (리나)
- Dana (다나)
- Sunday (선대이)
- Stephanie (스테파니)

## Discografia

### Discografia sudcoreana
Album studio
- 2007 - Hanbeon Deo, OK?

Singoli
- 2005 - Too Good
- 2006 - The Club
- 2006 - My Everything
- 2011 - Na Jom Bwajwo (One More Chance) (Dana & Sunday)
- 2011 - Now, You (Dana & Sunday)
- 2011 - First Americano (Dana & Sunday)

### Discografia giapponese
Album studio
- 2007 - Graceful 4
- 2009 - Dear...

Singoli
- 2006 - Boomerang
- 2006 - The Club
- 2006 - Sweet Flower
- 2006 - Juicy Love
- 2007 - Piranha
- 2008 - Stand Up People
- 2008 - Here